# Żabia Wola (powiat Białobrzeski)
Żabia Wola is een dorp in het Poolse woiwodschap Mazovië, in het district Białobrzeski. De plaats maakt deel uit van de gemeente Stara Błotnica.